# Anel quociente
Em teoria dos anéis, o anel quociente é uma forma de simplificar um anel, tratando como iguais elementos distintos do anel.
Em outras palavras, seja A um anel, e S um subconjunto (cujas propriedades serão determinadas com mais cuidado abaixo) de A. O anel quociente A/S deve ser o mais parecido com A que se possa, sujeito à regra que elementos de S são igualados a zero.
A forma de fazer isso é construir algum conjunto A/S, e definir um homomorfismo de anéis {\displaystyle \phi :A\to A/S\,}, de forma que {\displaystyle \forall s\in S,\phi (s)=0\,}.

## Construção
A função φ define uma partição no anel A, ou seja, elementos x e y são equivalentes quando {\displaystyle \phi (x)=\phi (y)\,}.
Então, é natural considerar que A/S é uma partição de A.